# Шоєй-Мару (1986)
Шоєй-Мару (1986) (Shoei Maru) — корабель, який під час Другої світової війни брало участь у операціях японських збройних сил. Також відоме як «Сьоєй-Мару» (Syoei Maru).
Судно спорудили як вантажне в 1937 році на верфі Hakodate Dock для компанії Shimatani Kisen.
У вересні 1941-го «Шоєй-Мару» реквізували для потреб Імперського флоту Японії та переобладнали у канонерський човен. На початку грудня корабель розпочав несення патрульної та ескортної служби біля східного узбережжя Японського архпелагу, при цьому з 1 лютого 1942-го він належав до 10-го дивізіону канонерських човнів. Корабель базувався на Йокосуку (Токійська затока), хоча з кінця лютого по кінець квітня 1942-го також діяв біля узбережжя Хоккайдо.
В березні 1943-го «Шоєй-Мару» перекласифікували у військовий транспорт, після чого з 14 квітня по 10 травня він пройшов певне переобладнання. 16 травня – 6 червня судно прослідувало в конвоях № 3516 та № 1023 з Йокосуки через Трук (головна база японського ВМФ у Океанії в центральній частині Каролінських островів) до Рабаула (головна передова базі в архіпелазі Бісмарка, з якої японці провадили операції на Соломонових островах та сході Нової Гвінеї). З 19 по 29 червня «Шоєй-Мару» здійснив два кругові рейси з Рабаула до острова Бугенвіль – спершу до порту Бука (на однойменному острові біля північного завершення Бугенвіля), а потім до якірної стоянки Шортленд (прикрита групою невеликих островів Шортленд акваторія біля південного завершення острова Бугенвіль, де зазвичай відстоювались легкі бойові кораблі та перевалювались вантажі для подальшої відправки далі на схід Соломонових островів).
9 – 13 липня 1943-го «Шоєй-Мару» в конвої № 2092 прослідував на Трук, а 31 липня – 4 серпня повернувся звідти до Рабаула в конвої № 1312. 7 – 29 серпня 1943-го судно прослідувало з Рабаула через Трук до Йокосуки в конвоях № 2072 та № 4821.
У вересні 1943-го «Шоєй-Мару» пройшло ремонт на верфі Ishikawajima Zosensho у Токіо,  а 7 – 18 жовтня здійснило перехід до Палау в конвої O-503. 20 – 27 жовтня судно в конвої № 2511 прослідувало до Балікпапану (центр нафтовидобувної промисловості на сході Борнео). Далі «Шоєй-Мару» відвідало Макассар (південно-західний півострів острова Сулавесі), Сінгапур, Сайгон (наразі Хошимін на півдні В’єтнаму) та не пізніше середини лютого 1944-го повернулось до Японії.
З 9 березня по 7 квітня 1944-го «Шоєй-Мару» пройшло з японського порту Моджі через Такао (наразі Гаосюн на Тайвані) та Сайгон в конвоях MOTA-09, TASA-13 та SASHI-16. 12 квітня судно полишило Сінгапур та попрямувало на схід Нідрландської Ост-Індії, де протягом наступних кількох місяців відвідало (деякі не по одному разу) Сурабаю (головна база на сході Яви), Кедарі (південно-східний півострів Сулавесі), Амбон (південна частина Молуккського архіпелагу), Бабо та Кокас (обидва на західному узбережжі Нової Гвінеї), затоку Кау (глибоко вдається з північної сторони у острів Хальмахера), Макассар.
10 грудня 1944-го «Шоєй-Мару» прибуло до Батавії (наразі Джакарта), а 15 грудня вийшло у рейс до Суматри. 16 грудня біля південного завершення Суматри на виході з Зондської протоки до Індійського океану британський підводний човен HMS Stoic перехопив «Шоєй-Мару», що прямувало у супроводі одного корабля ескорту. З субмарини випустил чотири торпеди, одна з яких уразила «Шоєй-Мару», що затонуло за півтори години. Загинуло 12 членів екіпажу.